# Hieracium fellmanii
Hieracium fellmanii es una especie de planta con flor del género Hieracium, de la familia Asteraceae, orden Asterales.

## Distribución
Hieracium fellmanii se distribuye por Rusia.

## Taxonomía
Fue descrita científicamente por Norrl.
Tratamiento taxonómico
La especie aparece registrada y publicada en  T.Saelan, A.O.Kihlman & H.Hjelt, Herb. Mus. Fenn.